# Aruta flavipes
Aruta flavipes är en fjärilsart som beskrevs av George Francis Hampson 1893. Aruta flavipes ingår i släktet Aruta och familjen tofsspinnare. Inga underarter finns listade i Catalogue of Life.